# System z

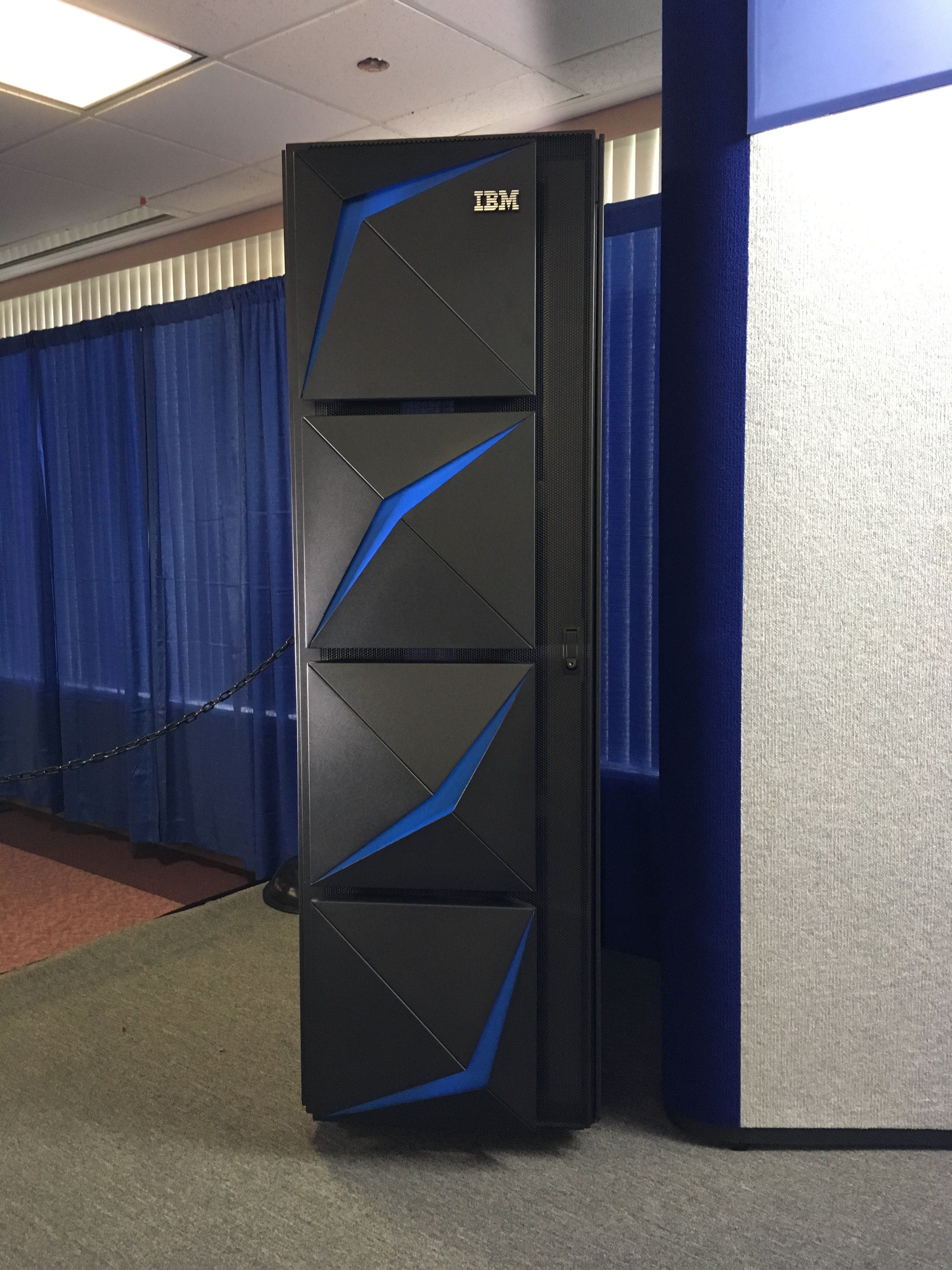
IBM Z15の1フレーム、最大4フレーム。扉にZ15は青色、LinuxONE IIIはオレンジ色のアクセント。

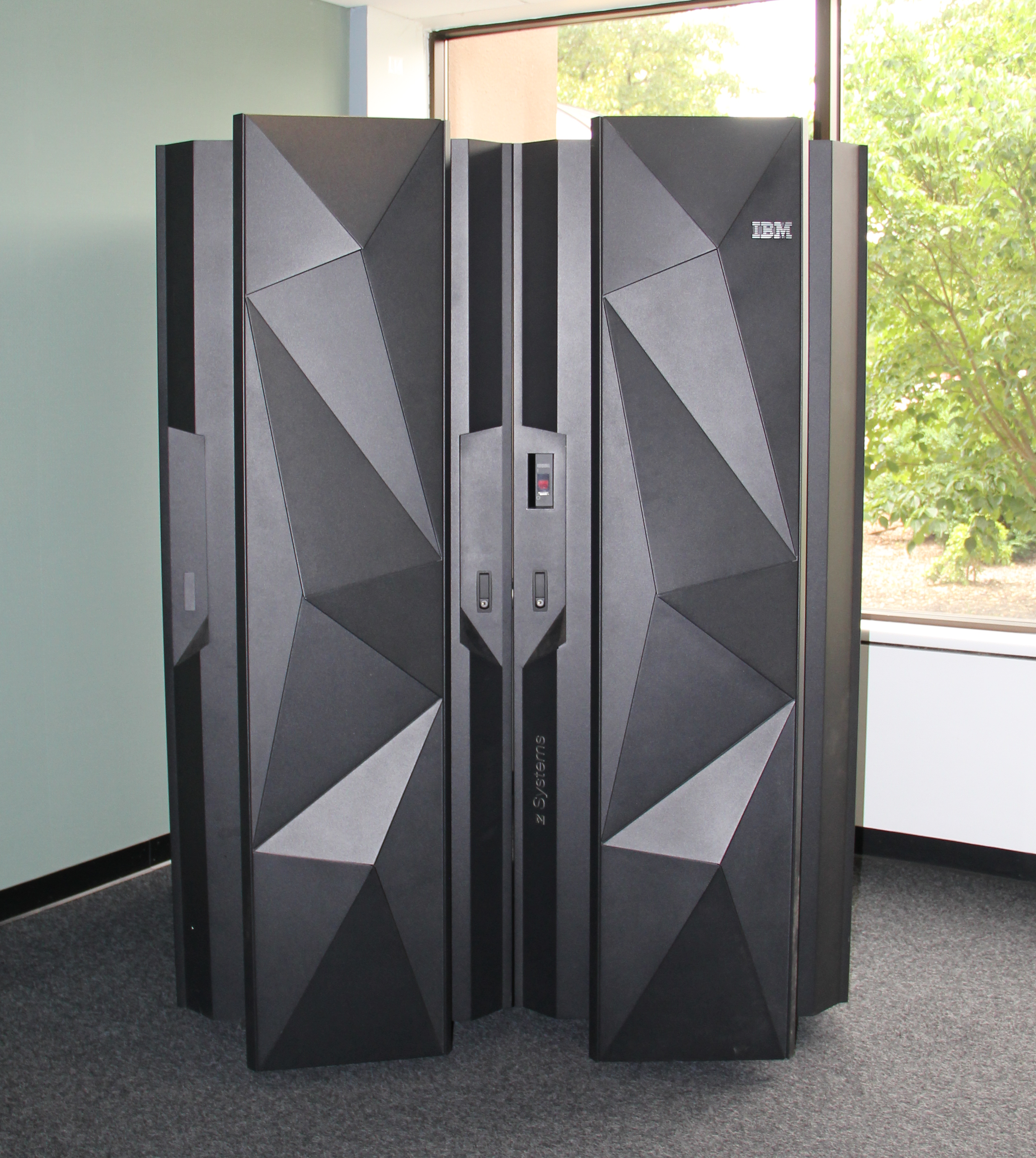
IBM z14。扉にZ14は青色、LinuxONE IIIはオレンジ色のアクセント。

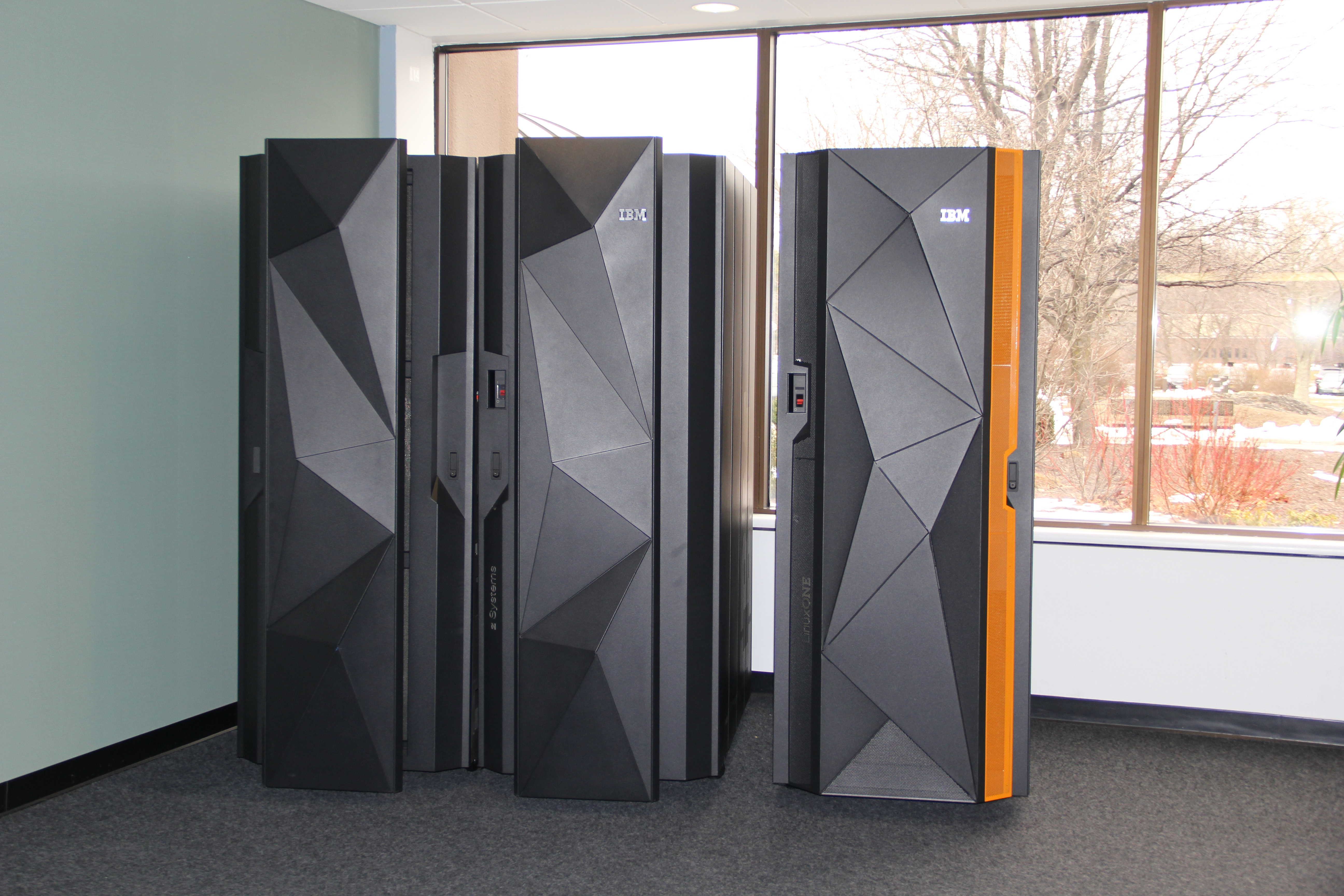
左はIBM z13、右はLinuxONE (Rockhopper)。

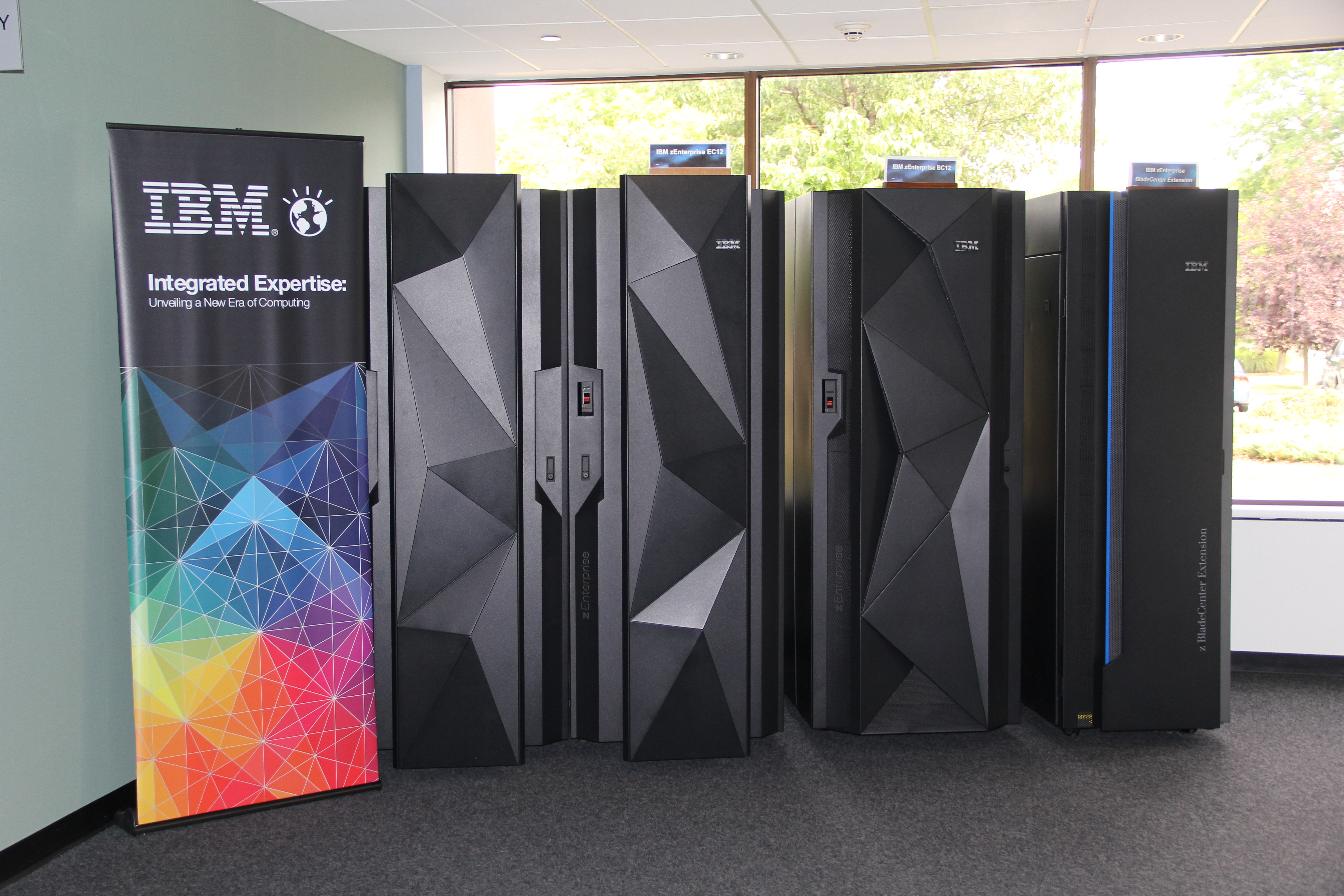
IBM zEnterprise。左からEC12、BC12、Bladecenter Extension。

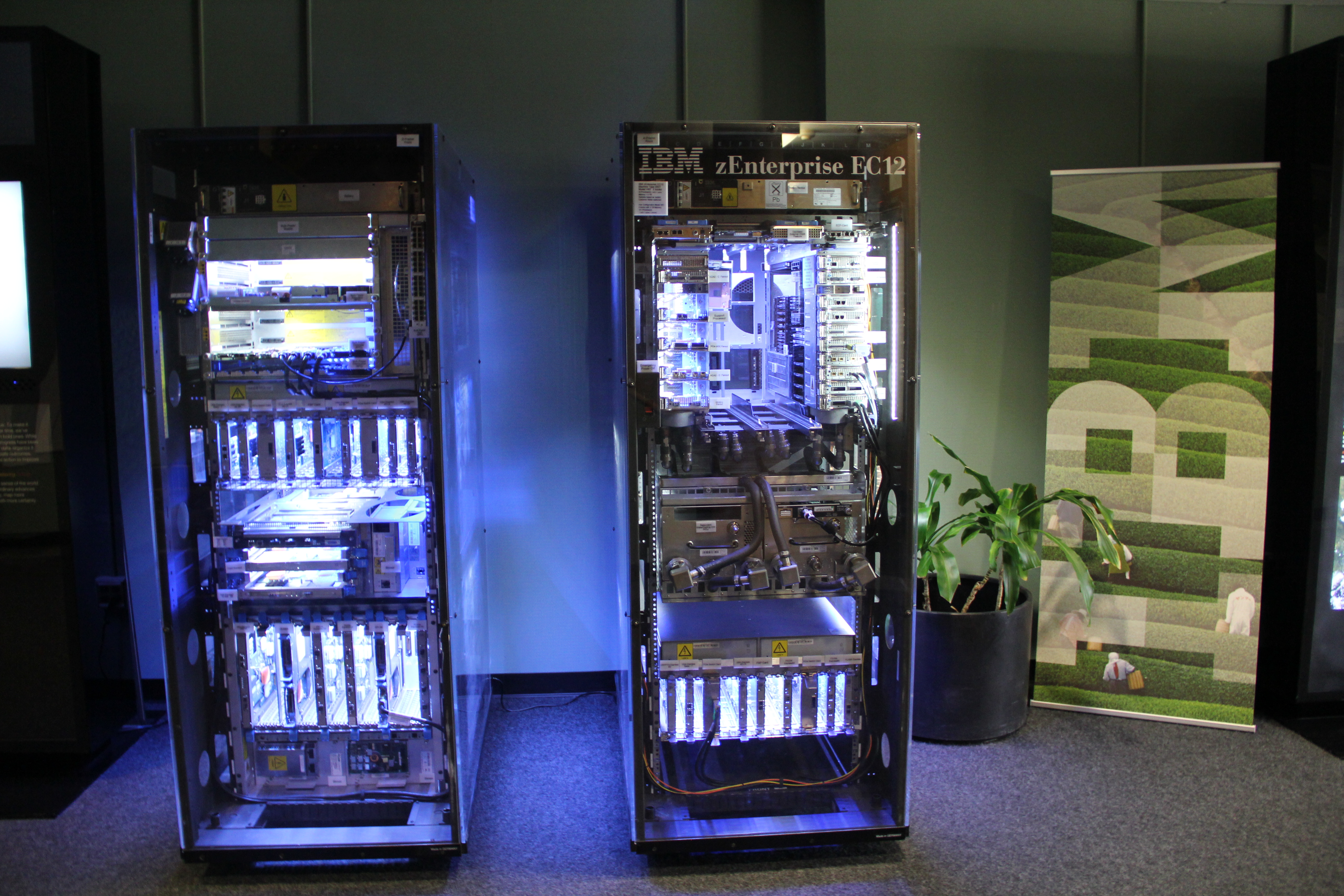
扉を開けた状態のIBM zEnterprise EC12。多数のパーツが見える。

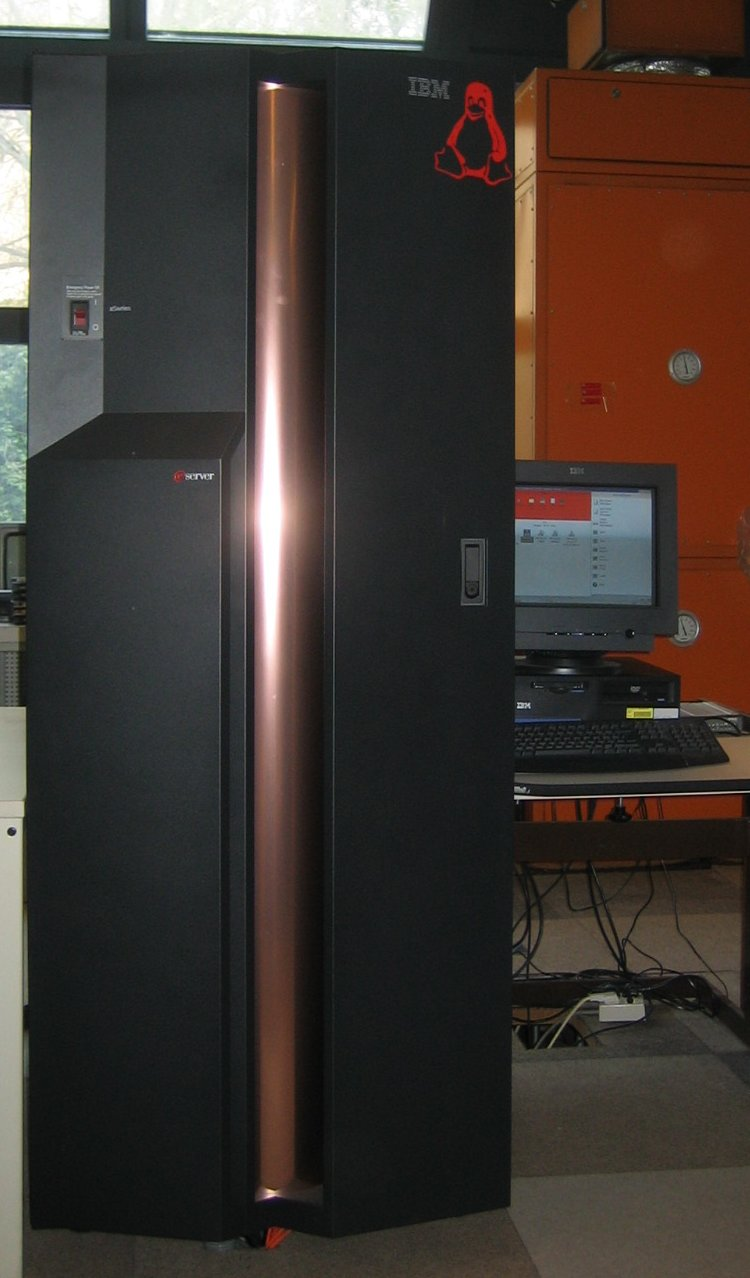
IBM zSeries 800 2066

IBM zSeries（IBMぜっとしりーず）、IBM System z（IBMしすてむぜっと）、IBM zEnterprise（IBMぜっとえんたーぷらいず）、IBM z System（IBMぜっとしすてむ）、IBM Z（IBMぜっと）は、IBMが開発・販売するメインフレームコンピュータの2000年以降のブランド名。またIBM LinuxOne（IBMりなっくすわん）は2015年以降のLinux専用モデル。
1964年のSystem/360からの上位互換性を持ち、64ビットアーキテクチャのz/Architectureに基づいて設計されている。サポートされるオペレーティングシステムは、z/OS、z/VM、z/VSE、z/TPF、Linuxなど（ただしIBM LinuxOneはLinux, z/VMのみ）。2010年の zEnterprise よりオプションのzBX上で分散サーバーの同時稼働をサポート。最新版は2022年発表の z16 。

## 名称
IBMのメインフレームのブランド名で、「z」は「ダウンタイム ゼロ(Zero)」（高可用性）を意味する。
- IBM eServer zSeries - 2000年以降。pSeries、iSeries、xSeries等と、IBMサーバ全体のブランド名「IBM eServer」を構成する。
- IBM System z - 2005年以降。System p、System i、System x等と、IBMサーバ全体のブランド名「IBM Systems」を構成する。
- IBM zEnterprise System - 2010年以降。
- IBM z System - 2015年以降。（他のサーバーはPower Systems等。）
- IBM z - 2017年以降。

## 概要
zSeries、System z、zEnterprise、z System、IBM Zは、IBM System/360やSystem/370の直系の子孫であり、上位互換性を持つ。System/360用に書かれた24ビットのアプリケーション（バイナリーの実行モジュール）は、40年を隔てた最新のSystem zでも、一部の例外を除き修正なしで動作する。
1990年代より各種オープン標準（TCP/IP、Webサーバ、Linuxなど）、2000年には64ビットアドレッシングをサポートした。IBMは「IBMのメインフレームはレガシーでは無い」「世界的にはニューワークロード（Web、ERPなどの用途）が50%を超えている」と主張している。
高い信頼性・可用性が求められる業務、過去の資産（プログラム、運用管理など）を継続したい場合、多数のサーバを統合したい場合などに使われている。
筐体の色は、eServer以降はThinkPadと合わせてベースは黒、アクセントは赤に統一された。しかしz10からはグリーンコンピューティング（環境負荷が低い）を意識して、アクセントは緑に変更された。
System zの主な特徴は以下である。
- z/Architectureに基づいている(64ビットの物理空間と仮想空間)。
- 多数のプロセッサユニット(PU)を搭載し、広域クラスタを構成可能
- オペレーティングシステムとして、Linux on System z, z/OS, z/VM, z/VSE, z/TPFを使用可能
- システム/390 の 31ビットアプリケーションはz/Architecture上で完全互換

zEnterprise では、従来からのz/Architectureプロセッサーに加え、POWERおよびx86プロセッサーも搭載可能となり、全体を統合資源管理ソフトウェアでワークロード管理可能となった。
2015年1月 z13 発表時に、ブランド名称が IBM z System に変更された。

## 仕様
S/390以降の主な製品の型番(TYPE-MODEL)と仕様は以下の通り。
- S/390 G5,G6
  - プロセッサー数:1〜12 (CMOS G5,G6)
- S/390 Multiprise 3000
  - プロセッサー数:1〜2 (CMOS G5)
- zSeries 900 (2064-xxx)
  - プロセッサー数:1〜16
- zSeries 800 (2066-xxx)
  - プロセッサー数:1〜4
- zSeries 990 (2084-xxx)
  - プロセッサー数:1〜32
- zSeries 890 (2086-xxx)
  - プロセッサー数:1〜4
- System z9 EC (2094-S08〜S54)
  - 総PU: 1.4GHz x 12〜64
  - メモリー: 16〜512GB
  - 最大チャネル数: 960〜1024
- System z9 BC (2096-R07/S07)
  - 総PU: 1.4GHz x 8
  - メモリー: 8〜64GB
  - 最大チャネル数(ESCONの場合): 240〜420
- System z10 EC (2097-E12/E26/E40/E56/E64)
  - 総PU: 4.4GHz x 17〜77
  - メモリー: 16〜512GB
  - 最大チャネル数:1024
- System z10 BC (2098-E10)
  - 総PU:3.5GHz x 12
  - メモリー:4〜128GB
  - 最大チャネル数:480
- z System z13 [8]
  - 最大コア数: 141 (111,556MIPS)
  - 最大メモリー: 10テラバイト
  - 最大稼動仮想サーバー: 8,000
- z14[9]。
- z15[10]
- z16[1]
  - 7nm, 5.2GHz
  - 16コア/ソケット
  - IBM Telumプロセッサー、オンチップのAIアクセラレーター
  - 耐量子暗号[11]

System z9 EC (2094-S54)の場合、ブックあたり最大64個のPU(プロセッサ・ユニット)を搭載し、1秒間に約186億6千万回の命令を実行できるとされている。1台の S54 は1日に10億以上のトランザクションを処理できる。64個のPUのうち2個はスペアPUとして使用され、2個のPUがI/O、暗号化、メモリ制御などのプロセッサとして使用される。結果的に54個のPUをユーザーが決定した役割に設定でき、Central Processor(CP)としても、それ以外(z Application Assist Processor(zAAP)、Integrated Facility for Linux (IFL)、Internal Coupling Facility (ICF))の用途にも使うことができる。System z10 EC(E64)の場合77個のPUを搭載し64個のPUをユーザーが決定した役割に設定できる。

## 冗長性と信頼性
System z9 EC (2094-S54)の場合、PU内部の命令実行回路は二重化されており、全ての命令はふたつの回路で並行して実行される。このふたつの回路の命令実行結果が異なってしまった場合、再度命令を試行してそれでも結果が異なる場合は、そのPUで実行していたタスクを自動的に別のPUに移動させる。そのときスペアのPUが空いていればそれを使うこともできる。システムは自動的にIBMのサービスに連絡（RSF）をして、サービスエンジニアが代わりのプロセッサ・ブックを持ってきて交換を行う。このとき、システムを停止させることなく、動作したままでかまわない。このように、PUのハードウェア的な冗長性をベースとした高信頼システムが構築されている。
同じことは、メモリにもI/Oにも電源にも冷却機構にも言える。ほとんど考えられる全ての部品が冗長化されている。そして、この機能はハードウェアとマイクロコードで実現されているため、アプリケーションが特別なコードを使う必要はない。同じコンセプトはクラスタ構成にも適用される。
System zは確かに高価であるが、信頼性の高さがTCO削減となって効果を発揮する。このため政府、金融機関、商業、工業などあらゆる場面で使われている。

## 歴史

### zSeries以前
IBM System z は、IBM System/360の直系の子孫である。
1964年 System/360シリーズを発表し、大ヒットとなる。24ビットアドレッシングであった。
1970年 後継のSystem/370シリーズを発表。仮想記憶を実現。更に後継は、大型の30x0（303x、308x、3090）、中型の4300、小型の9370となった。
1983年 System/370-XAアーキテクチャを発表。31ビットアドレッシングや動的チャネルサブシステムを実現。
1988年 ESA/370アーキテクチャを発表。64ビットのデータ空間であるハイパー空間などを実現。
1990年 ES/9000シリーズと、ESA/390アーキテクチャを発表。エンタープライズサーバー(ES)としてサーバー機能を強化した。また同時に従来の3090、4300、9370は「ES/3090、ES/4300、ES/9370」に改称され、後にES/9000（ES/9021、ES/9121、ES/9221）に移行した。
1994年 S/390 並列エンタープライズサーバーを発表。CMOSプロセッサへの移行、クラスタリングである並列シスプレックスが採用された。また小型のIBM Multiprise 2000、3000も発売された。

### zSeries
2000年10月 ブランド名称を「IBM eServer zSeries」に変更。同時に64ビットアドレッシングのアーキテクチャであるz/Architectureと、最上位のzSeries 900(z900、型番は2064)を発表。
- 2002年2月 z900の中型版であるzSeries 800(z800、型番は2066)を発表。
- 2003年3月 最上位（z900後継）のzSeries 990(z990、型番は2084)を発表。
- 2004年5月 中型（z800後継）のzSeries 890(z890、型番は2086)を発表。

2005年7月 ブランド名を「IBM System z」に変更。同時に最上位のSystem z9 109(型番は2094)を発表。
- 2006年4月 z9 109をz9 Enterprise Class (z9 EC)と名称変更し、中型のz9 Business Class (z9 BC、型番は2096)を発表。
- 2008年2月 最上位（z9 EC後継）のSystem z10 Enterprise Class (z10 EC、型番は2097)を発表。
- 2008年10月 中型（z9 BC後継）のz10 Business Class (z10 BC、型番は2098)を発表。

最上位機種(EC)が出た1,2年度後にそのモデルアップ反映した中型機種(BC)が発表されている

### zEnterprise
- 2010年7月 ブランド名称を「IBM zEnterprise」に変更。主なハードウェアは本体である zEnterprise 196（z196） と、zEnterprise BladeCenter Extension（zBX）。z196は、5.2GHzのz/Architectureプロセッサを96個搭載できる。zBXはPOWER7などのプロセッサを搭載したブレードサーバを搭載できる。このハイブリッド環境をソフトウェアの zEnterprise Unified Resource Manager（URM）で一元管理できる。
- 2012年8月 「IBM zEnterprise EC12」(zEC12)を発表)[12]「12」は「12世代」を意味する[13]。z196の後継で、32ナノ・プロセス、5.5GHz のプロセッサ・コアを1筐体当たり最大120搭載可能。

### z Systems, LinuxOne
- 2015年1月 ブランド名称を「IBM z System」に変更。z13およびLinuxOne(Rockhopper)を発表[8]。

### IBM Z, LinuxOne II/III
- 2017年7月 ブランド名称を「IBM Z」に変更。z14およびLinuxOne IIを発表を発表[9]。
- 2019年9月 z15およびLinuxOne IIIを発表[10]。全方位型暗号化技術、Data Privacy Passports技術など。
- 2022年4月 z16を発表[1]。AI推論機能を提供。

## 参照
1. 1 2 3 4  次世代プラットフォーム IBM z16を発表： 革新的なイノベーションでハイブリッドクラウドとAIの未来を創造
2. ↑  Linux専用のメインフレーム・サーバー「IBM LinuxONE」を発表 - IBMニュースルーム
3. ↑  Linux専用メインフレーム「LinuxONE」、IBM自らOSSを移植 - ZDNet
4. ↑  IBM System z オペレーティングシステム
5. ↑  革新的アーキテクチャーによる新サーバー「IBM zEnterprise」
6. ↑  IBM zEnterprise System の発表
7. ↑  IBM zEnterprise BladeCenter Extensionの発表
8. 1 2  z13メインフレームを発表 - IBM
9. 1 2  IBM Z (z14) プレスリリース
10. 1 2  業界初のデータ・プライバシー機能を備えた最新メインフレーム「IBM z15」発表
11. ↑  日本IBM、メインフレーム新製品「IBM z16」発表--リアルタイムAI推論や耐量子暗号技術に対応 - ZDNet
12. ↑  処理能力を50％向上した業界最速のメインフレーム - IBM
13. ↑  日本IBM、「業界最速」のメインフレームを発売 - ITMedia